# Odenwald bei Schriesheim
Das FFH-Gebiet Odenwald bei Schriesheim ist ein im Jahr 2005 durch das Regierungspräsidium Karlsruhe nach der Richtlinie 92/43/EWG (Fauna-Flora-Habitat-Richtlinie) angemeldetes Schutzgebiet (Schutzgebietskennung DE-6518-341) im deutschen Bundesland Baden-Württemberg. Mit Verordnung des Regierungspräsidiums Karlsruhe zur Festlegung der Gebiete von gemeinschaftlicher Bedeutung vom 12. Oktober 2018 (in Kraft getreten am 11. Januar 2019) wurde das Schutzgebiet festgelegt. Das FFH-Gebiet ist Bestandteil des europäischen Schutzgebietsnetzes Natura 2000.

## Lage
Das rund 839 Hektar große FFH-Gebiet gehört zu den Naturräumen 144-Sandstein-Odenwald, 145-Vorderer Odenwald und 226-Bergstraße innerhalb der naturräumlichen Haupteinheiten 14-Odenwald, Spessart und Südrhön und 22-Nördliches Oberrheintiefland. Es liegt östlich von Schriesheim und Hirschberg an der Bergstraße und erstreckt sich über die Markungen von vier Städten und Gemeinden:
- Dossenheim: 92,2816 ha = 11 %
- Schriesheim: 503,3545 ha = 60 %
- Weinheim: 167,7848 ha = 20 %
- Hirschberg an der Bergstraße: 75,5031 ha = 9 %

## Beschreibung und Schutzzweck
Es handelt sich um ausgedehnte Wälder mit eingestreuten Grünlandinseln unterschiedlicher Größe und ehemalige Steinbrüche mit offenen Felswänden im westlichen Odenwald.

### Lebensraumtypen
Gemäß Anlage 1 der Verordnung des Regierungspräsidiums Karlsruhe zur Festlegung der Gebiete von gemeinschaftlicher Bedeutung (FFH-Verordnung) vom 12. Oktober 2018 kommen folgende Lebensraumtypen nach Anhang I der FFH-Richtlinie im Gebiet vor:
| EU Code | Lebensraumtyp (offizielle Bezeichnung)                                                                          | Kurzbezeichnung                              | Hektar |
| ------- | --- | -------------------------------------------- | ------ |
| 3260    | Flüsse der planaren bis montanen Stufe mit Vegetation des Ranunculion fluitantis und des Callitricho-Batrachion | Fließgewässer mit flutender Wasservegetation | 1,80   |
| 6410    | Pfeifengraswiesen auf kalkreichem Boden, torfigen und tonig-schluffigen Böden (Molinion caeruleae)              | Pfeifengraswiesen                            | 0,58   |
| 6430    | Feuchte Hochstaudenfluren der planaren und montanen bis alpinen Stufe                                           | Feuchte Hochstaudenfluren                    | 0,87   |
| 6510    | Magere Flachland-Mähwiesen (Alopecurus pratensis, Sanguisorba officinalis)                                      | Magere Flachland-Mähwiesen                   | 20,59  |
| 8150    | Kieselhaltige Schutthalden der Berglagen Mitteleuropas                                                          | Silikatschutthalden                          | 2,91   |
| 8220    | Silikatfelsen mit Felsspaltenvegetation                                                                         | Silikatfelsen mit Felsspaltenvegetation      | 2,23   |
| 8230    | Silikatfelsen mit Pioniervegetation des Sedo-Scleranthion oder des Sedo albi-Veronicion dillenii                | Pionierrasen auf Silikatfelskuppen           | 0,46   |
| 9110    | Hainsimsen-Buchenwald (Luzulo-Fagetum)                                                                          | Hainsimsen-Buchenwald                        | 154,75 |
| 9130    | Waldmeister-Buchenwald (Asperulo-Fagetum)                                                                       | Waldmeister-Buchenwald                       | 22,24  |
| 9180    | Schlucht- und Hangmischwälder (Tilio-Acerion)                                                                   | Schlucht- und Hangmischwälder                | 14,48  |
| 91E0    | Auenwälder mit Alnus glutinosa und Fraxinus excelsior (Alno-Padion, Alnion incanae, Salicion albae)             | Auenwälder mit Erle, Esche, Weide            | 7,62   |

### Arteninventar
Folgende Arten von gemeinschaftlichem Interesse sind nach der Anlage 1 der Verordnung des Regierungspräsidiums Karlsruhe vom 12. Oktober 2018 (FFH-Verordnung) für das Gebiet gemeldet:
| Bild                                 | EU Code | * | Art                                  | wissenschaftlicher Name     | Artengruppe   |
| ------------------------------------ | ------- | - | ------------------------------------ | --------------------------- | ------------- |
| Heller Wiesenknopf-Ameisenbläuling   | 1059    |   | Heller Wiesenknopf-Ameisen-Bläuling  | Maculinea teleius           | Schmetterling |
| Dunkler Wiesenknopf-Ameisen-Bläuling | 1061    |   | Dunkler Wiesenknopf-Ameisen-Bläuling | Maculinea nausithous        | Schmetterling |
| Spanische Flagge                     | 1078    |   | Spanische Flagge                     | Callimorpha quadripunctaria | Schmetterling |
| Hirschkäfer                          | 1083    |   | Hirschkäfer                          | Lucanus cervus              | Käfer         |
| Steinkrebs                           | 1093    |   | Steinkrebs                           | Austropotamobius torrentium | Krebse        |
| Gelbbauchunke                        | 1193    |   | Gelbbauchunke                        | Bombina variegata           | Amphibien     |
| Mopsfledermaus                       | 1308    |   | Mopsfledermaus                       | Barbastella barbastellus    | Säugetiere    |
| Wimperfledermaus                     | 1321    |   | Wimperfledermaus                     | Myotis emarginatus          | Säugetiere    |
| Bechsteinfledermaus                  | 1323    |   | Bechsteinfledermaus                  | Myotis bechsteinii          | Säugetiere    |
| Großes Mausohr                       | 1324    |   | Großes Mausohr                       | Myotis myotis               | Säugetiere    |
| Grünes Koboldmoos                    | 1386    |   | Grünes Koboldmoos                    | Buxbaumia viridis           | Moose         |

### Zusammenhängende Schutzgebiete
Das FFH-Gebiet besteht aus mehreren Teilgebieten, es liegt vollständig im Naturpark Neckartal-Odenwald. Die Naturschutzgebiete 2011-Wendenkopf und 2212-Ölberg liegen innerhalb des FFH-Gebiets.